# Касапска Ада
Касапска Ада је вештачко језеро у околини Новог Сада. Језеро је у комерцијалне сврхе отворено 30. априла 2011. године и од тада су вршена порибљавања квалитетним врстама риба.

## Географија
Језеро је од Новог Сада удаљено 12 километара. Клима језера је умерено континентална. Ово вештачко језеро је настало ископом песка. Снадбева се водом из подземних извора, па тако водостај у зависности од годишњег доба варира и до 80 центиметара. Само дно језера је веома рељефно, пуно спрудова и на неким местима представља дивљу воду. Вода језера је чиста и бистра, богата кисеоником. Језеро се налази на површини од 3,3 хектара, широко је 45 метара, дугачко 180 метара а дубина досеже до 2 метра.

## Риболов
На језеру постоји 14 уређених позиција за пецање са 3 стране језера које раздваја сајла. Главна врста рибе у овом језеру је шаран и амур. Поседује и рибе грабљивице попут штуке, смуђа, буцова, сома и бандара. Од беле рибе издвајају се бабушке, бодорке, толстобик и деверика. Језером управља друштво спортских риболоваца, тако да је за пецање на овом језеру потребно да будете члан овог удружења како би поседовали лиценце за риболов. Риболов се на овом језеру обавља по принципу „ухвати и пусти” што значи да се сви уловљени примерци враћају у воду. На језеру се често организују шаранска такмичења. 